# Cúp bóng đá Ukraina 1992–93
Cúp bóng đá Ukraina 1992–93 là mùa giải thứ hai của giải đấu bóng đá loại trực tiếp hàng năm ở Ukraina. Giải khởi tranh từ ngày 26 tháng 7 năm 1992 với  cuộc đối mặt Podillya và kết thúc với trận chung kết ngày 30 tháng 5 năm 1993. Hình ảnh đáng chú ý của mùa giải là thành công của FC Khimik Severodonetsk khi vào đến tứ kết sau khi vượt qua FC Shakhtar Donetsk, bằng việc đánh bại đội bóng lớn này ngay ở vòng đầu tiên của giải. Thêm một hình ảnh khác là thất bại của đương kim vô địch FC Chornomorets Odessa trước đội bóng cùng thành phố SC Odessa cũng ngay ở vòng đầu tiên. Một lần nữa các đội bóng FC Torpedo Zaporizhia và FC Metalist Kharkiv vào đến vòng Bán kết.
Cầu thủ ghi bàn nhiều nhất mùa này là Vitaliy Parakhnevych người đã có công khi loại đương kim vô địch Chornomorets Odessa. FC Kryvbas Kryvyi Rih và FC Hazovyk Komarne bị loại khỏi giải năm sau vì không tham gia thi đấu. Các đội này bị xử thua.

## Phân bổ đội bóng
Có 110 đội bóng tham gia giải đấu cúp mùa này.

### Phân phối
|                             |                             | Đội bóng tham gia vòng này                                                                            | Đội bóng vượt qua vòng trước         |
| --------------------------- | --------------------------- | --- | ------------------------------------ |
| Vòng loại thứ nhất (64 đội) | Vòng loại thứ nhất (64 đội) | - 24 đội vô địch các cúp khu vực (được lựa chọn) - 18 đội từ Giải hạng nhì - 22 đội từ Giải hạng nhất |                                      |
| Vòng loại thứ hai (32 đội)  | Vòng loại thứ hai (32 đội)  | | - 32 đội thắng từ vòng loại thứ nhất |
| Vòng đấu chính (32 đội)     | Vòng đấu chính (32 đội)     | - 16 đội từ Higher League                                                                             | - 16 đội thắng từ vòng loại thứ ba   |

## Lịch thi đấu

### Vòng loại thứ nhất
Hầu hết các trận đấu đều diễn ra vào ngày 1 tháng 8 năm 1992. Cuộc đối mặt Vinnytsia Oblast giữa Podillya và Nyva diễn ra vào ngày 26 tháng Bảy và Rotor thách thức Polihraftekhnika ngày 4 tháng 8 năm 1992.
| FC Podillia Kyrnasivka (Am)            | 1:3 | (1L) FC Nyva Vinnytsia               |                                          |
| FC Polihraftekhnika-2 Oleksandria (Am) | 1:0 | (2L) FC Dnipro Cherkasy              |                                          |
| FC Tytan Armyansk (2L)                 | 1:2 | (2L) FC Chaika Sevastopol            | (s.h.p.)                                 |
| FC Inturist Yalta (Am)                 | 0:1 | (1L) FC Temp Shepetivka              |                                          |
| FC Lokomotyv Rivne (Am)                | 1:0 | (1L) FC Podillya Khmelnytskyi        | (s.h.p.) (ở Kovel)                       |
| FC Dynamo-3 Kyiv (Am)                  | 2:0 | (1L) FC Desna Chernihiv              | (SKA Stadium)                            |
| FC Ptakhivnyk Velyki Hai (Am)          | 1:0 | (2L) FC Halychyna Drohobych          | Velyki Hai is adjacent to Ternopil       |
| FC Hazovyk Komarne (2L)                | 0:0 | (1L) FC Skala Stryi                  | (s.h.p.), pk 4:2                         |
| FC Khutrovyk Tysmenytsia (Am)          | 1:1 | (1L) FC Prykarpattia Ivano-Frankivsk | (s.h.p.), pk 1:3                         |
| FC Lada Chernivtsi (Am)                | 1:0 | (2L) FC Dnister Zalischyki           |                                          |
| FC Sokil-Lorta Lviv (Am)               | 2:0 | (1L) FC Zakarpattia Uzhhorod         |                                          |
| FC Metalist Irshava (Am)               | 3:0 | (1L) FC Pryladyst Mukacheve          |                                          |
| FC Keramik Baranivka (Am)              | 2:1 | (1L) FC Krystal Chortkiv             |                                          |
| FC Paperovyk Poninka (Am)              | 0:4 | (2L) FC Polissya Zhytomyr            |                                          |
| FC Zdvyzh Borodianka (Am)              | 3:1 | (2L) FC ZS-Oriana Kyiv               |                                          |
| FC Hirnyk Pavlohrad (Am)               | 0:3 | (2L) FC Zirka Kirovohrad             |                                          |
| FC Yavir Krasnopillia (2L)             | 2:0 | (1L) FC Avtomobilist Sumy            |                                          |
| FC Khimik Severodonetsk (1L)           | 1:0 | (1L) FC Stal Alchevsk                |                                          |
| FC Dynamo Luhansk (3L)                 | 4:2 | (2L) FC Vahanobudivnyk Stakhanov     | (s.h.p.)                                 |
| FC Avanhard Lozova (Am)                | 0:1 | (1L) FC Naftovyk Okhtyrka            |                                          |
| FC Spartak Okhtyrka (Am)               | 0:1 | (1L) FC Vorskla Poltava              | Trostianets (Sumy Oblast)                |
| FC Naftokhimik Kremenchuk (3L)         | 1:1 | (1L) FC Dynamo-2 Kyiv                | (s.h.p.), pk 2:4                         |
| FC Orbita Zaporizhia (Am)              | 1:2 | (1L) FC Ros Bila Tserkva             |                                          |
| FC Vuhlyk Bilozerske (Am)              | 2:3 | (1L) FC Shakhtar Pavlohrad           | Dobropillia                              |
| FC Tavria Novotroitsk (Am)             | 0:1 | (1L) FC Metalurh Nikopol             | (s.h.p.)                                 |
| FC Bazhanovets Makiivka (2L)           | 2:3 | (2L) FC Shakhtar-2 Donetsk           |                                          |
| FC Druzhba Osypenko (2L)               | 2:0 | (2L) FC Azovets Mariupol             |                                          |
| FC Olimpia Yuzhnoukrainsk (Am)         | 3:4 | (1L) SC Odessa                       | (s.h.p.)                                 |
| FC Chornomorets-2 Odessa (2L)          | 1:4 | (1L) FC Artania Ochakiv              |                                          |
| FC Blaho Blahoeve (Am)                 | 1:2 | (1L) FC Evis Mykolaiv                | (s.h.p.) (Ivanivka Raion, Odessa Oblast) |
| FC Meliorator Kakhovka (2L)            | 2:0 | (2L) FC Krystal Kherson              |                                          |
| FC Rotor Cherkasy (Am)                 | 2:3 | (1L) FC Polihraftekhnika Oleksandria |                                          |

### Vòng loại thứ hai
Hầu hết các trận đấu đều diễn ra vào ngày 7 tháng 8 năm 1992. Trận đấu giữa Lokomotyv và đội trẻ của Dynamo ở Zdolbuniv được diễn ra sau đó một tuần, cụ thể ngày 15 tháng 8 năm 1992.
| FC Polihraftekhnika Oleksandria (1L) | 4:0 | FC Polihraftekhnika-2 Oleksandria (Am) |                    |
| FC Chaika Sevastopol (2L)            | 0:2 | (1L) FC Temp Shepetivka                |                    |
| FC Ptakhivnyk Velyki Hai (Am)        | 1:4 | (2L) FC Hazovyk Komarne                |                    |
| FC Prykarpattia Ivano-Frankivsk (1L) | 5:1 | (Am) FC Lada Chernivtsi                |                    |
| FC Sokil-Lorta Lviv (Am)             | 4:1 | (Am) FC Metalist Irshava               |                    |
| FC Nyva Vinnytsia (1L)               | 3:0 | (Am) FC Keramik Baranivka              | (s.h.p.)           |
| FC Khimik Zhytomyr (2L)              | 2:0 | (Am) FC Zdvyzh Borodianka              |                    |
| FC Zirka Kirovohrad (2L)             | 0:0 | (2L) FC Yavir Krasnopillia             | (s.h.p.), pk 10:11 |
| FC Khimik Severodonetsk (1L)         | 4:3 | (3L) FC Dynamo Luhansk                 | (s.h.p.)           |
| FC Naftovyk Okhtyrka (1L)            | 3:2 | (1L) FC Vorskla Poltava                |                    |
| FC Dynamo-2 Kyiv (1L)                | 3:2 | (1L) FC Ros Bila Tserkva               | (s.h.p.)           |
| FC Shakhtar Pavlohrad (1L)           | 3:1 | (1L) FC Metalurh Nikopol               |                    |
| FC Shakhtar-2 Donetsk (2L)           | 5:0 | (2L) FC Druzhba Osypenko               | Kostiantynivka     |
| SC Odessa (1L)                       | 3:0 | (1L) FC Artania Ochakiv                |                    |
| FC Evis Mykolaiv (1L)                | 2:0 | (1L) FC Meliorator Kakhovka            |                    |
| FC Lokomotyv Rivne (Am)              | 1:0 | (Am) FC Dynamo-3 Kyiv                  | Zdolbuniv          |

### Cặp đấu
| Vòng 32 đội         | Vòng 32 đội | Vòng 32 đội | Vòng 32 đội |  |                     | Vòng 16 đội        | Vòng 16 đội | Vòng 16 đội | Vòng 16 đội |  |  | Quarter-finals      | Quarter-finals | Quarter-finals | Quarter-finals |  |  | Semi-finals        | Semi-finals | Semi-finals | Semi-finals |  |  | Final        | Final |
|                     |             |             |             |  |                     |                    |             |             |             |  |  |                     |                |                |                |  |  |                    |             |             |             |  |  |              |       |
| Polihraftekhnika    | 1           | 0           | 1           |  |                     |                    |             |             |             |  |  |                     |                |                |                |  |  |                    |             |             |             |  |  |              |       |
| Metalist Kharkiv    | 2           | 5           | 7           |  |                     | Metalist Kharkiv   | 1           | 0           | 1           |  |  |                     |                |                |                |  |  |                    |             |             |             |  |  |              |       |
| FC Temp Shepetivka  | 2           | 3           | 5(a)        |  | FC Temp Shepetivka  | 0                  | 0           | 0           |             |  |  |                     |                |                |                |  |  |                    |             |             |             |  |  |              |       |
| Bukovyna Chernivtsi | 1           | 4           | 5           |  |                     |                    |             |             |             |  |  | Metalist Kharkiv    | 1              | 1              | 2(a)           |  |  |                    |             |             |             |  |  |              |       |
| Lokomotyv Rivne     | 0           | 1           | 1           |  |                     |                    |             |             |             |  |  | Nyva Ternopil       | 0              | 2              | 2              |  |  |                    |             |             |             |  |  |              |       |
| Nyva Ternopil       | 0           | 2           | 2           |  |                     | Nyva Ternopil      | 3           | 0           | 3           |  |  |                     |                |                |                |  |  |                    |             |             |             |  |  |              |       |
| Hazovyk Komarne     | 2           | -           | -           |  | Dnipro              | 0                  | 2           | 2           |             |  |  |                     |                |                |                |  |  |                    |             |             |             |  |  |              |       |
| Dnipro              | 3           | +           | +           |  |                     |                    |             |             |             |  |  |                     |                |                |                |  |  | Metalist Kharkiv   | 1           | 0           | 1           |  |  |              |       |
| Sokil Lviv          | 0           | 0           | 0           |  |                     |                    |             |             |             |  |  |                     |                |                |                |  |  | Dynamo Kyiv        | 1           | 3           | 4           |  |  |              |       |
| Dynamo Kyiv         | 7           | 3           | 10          |  |                     | Ivano-Frankivsk    | 0           | 1           | 1           |  |  |                     |                |                |                |  |  |                    |             |             |             |  |  |              |       |
| Ivano-Frankivsk     | x           | x           | +           |  | Dynamo Kyiv         | 2                  | 4           | 6           |             |  |  |                     |                |                |                |  |  |                    |             |             |             |  |  |              |       |
| Kryvbas Kryvyi Rih  | x           | x           | -           |  |                     |                    |             |             |             |  |  | Dynamo Kyiv         | 5              | 2              | 7              |  |  |                    |             |             |             |  |  |              |       |
| Khimik Zhytomyr     | 1           | 1           | 2           |  |                     |                    |             |             |             |  |  | Volyn Lutsk         | 1              | 2              | 3              |  |  |                    |             |             |             |  |  |              |       |
| Volyn Lutsk         | 1           | 3           | 4           |  |                     | Zorya-MALS         | 3           | 0           | 3           |  |  |                     |                |                |                |  |  |                    |             |             |             |  |  |              |       |
| Nyva Vinnytsia      | 2           | 0           | 2           |  | Volyn Lutsk         | 0                  | 5           | 5           |             |  |  |                     |                |                |                |  |  |                    |             |             |             |  |  |              |       |
| Zorya-MALS          | 1           | 2           | 3           |  |                     |                    |             |             |             |  |  |                     |                |                |                |  |  |                    |             |             |             |  |  | Dynamo Kyiv  | 2     |
| Naftovyk Okhtyrka   | 1           | 0           | 1           |  |                     |                    |             |             |             |  |  |                     |                |                |                |  |  |                    |             |             |             |  |  | Karpaty Lviv | 1     |
| Torpedo Zaporizhia  | 0           | 2           | 2           |  |                     | Torpedo Zaporizhia | 3           | 1           | 4           |  |  |                     |                |                |                |  |  |                    |             |             |             |  |  |              |       |
| Dynamo-2 Kyiv       | 2           | 1           | 3           |  | Veres Rivne         | 1                  | 2           | 3           |             |  |  |                     |                |                |                |  |  |                    |             |             |             |  |  |              |       |
| Veres Rivne         | 2           | 1           | 3(a)        |  |                     |                    |             |             |             |  |  | Severodonetsk       | 0              | 0              | 0              |  |  |                    |             |             |             |  |  |              |       |
| Severodonetsk       | 4           | 1           | 5           |  |                     |                    |             |             |             |  |  | Torpedo Zaporizhia  | 0              | 1              | 1              |  |  |                    |             |             |             |  |  |              |       |
| Shakhtar Donetsk    | 3           | 1           | 4           |  |                     | Kremin Kremenchuk  | 2           | 0           | 2           |  |  |                     |                |                |                |  |  |                    |             |             |             |  |  |              |       |
| Yavir Krasnopilya   | 0           | 1           | 1           |  | Severodonetsk       | 1                  | 1           | 2(a)        |             |  |  |                     |                |                |                |  |  |                    |             |             |             |  |  |              |       |
| Kremin Kremenchuk   | 3           | 2           | 5           |  |                     |                    |             |             |             |  |  |                     |                |                |                |  |  | Torpedo Zaporizhia | 0           | 1           | 1           |  |  |              |       |
| Shakhtar-2 Donetsk  | 0           | 2           | 2           |  |                     |                    |             |             |             |  |  |                     |                |                |                |  |  | Karpaty Lviv       | 1           | 2           | 3           |  |  |              |       |
| Metalurh Zaporizhya | 0           | 5           | 5           |  |                     | Tavriya Simferopol | 1           | 0           | 1           |  |  |                     |                |                |                |  |  |                    |             |             |             |  |  |              |       |
| Shakhtar Pavlohrad  | 1           | 0           | 1           |  | Metalurh Zaporizhya | 1                  | 3           | 4           |             |  |  |                     |                |                |                |  |  |                    |             |             |             |  |  |              |       |
| Tavriya Simferopol  | 1           | 3           | 4           |  |                     |                    |             |             |             |  |  | Metalurh Zaporizhya | 0              | 1              | 1              |  |  |                    |             |             |             |  |  |              |       |
| Odessa              | 0           | 3           | 3(a)        |  |                     |                    |             |             |             |  |  | Karpaty Lviv        | 1              | 2              | 3              |  |  |                    |             |             |             |  |  |              |       |
| Chornomorets Odessa | 1           | 2           | 3           |  |                     | Odessa             | 0           | 2           | 2           |  |  |                     |                |                |                |  |  |                    |             |             |             |  |  |              |       |
| Evis Mykolaiv       | 1           | 0           | 1           |  | Karpaty Lviv        | 0                  | 3           | 3           |             |  |  |                     |                |                |                |  |  |                    |             |             |             |  |  |              |       |
| Karpaty Lviv        | 0           | 3           | 3           |  |                     |                    |             |             |             |  |  |                     |                |                |                |  |  |                    |             |             |             |  |  |              |       |

### Vòng Một (1/16)

#### Lượt đi
| Poliharftekhnika Olexandria (1L) | 1 – 2    | (PL) Metalist Kharkiv       |
| -------------------------------- | -------- | --------------------------- |
| Shevchenko 53'                   | Chi tiết | Kolesnyk 15' · Pryzetko 90' |

| Prykarpattia Ivano-Frankivsk (1L) | +: –        | (PL) Kryvbas Kryvyi Rih |
| --------------------------------- | ----------- | ----------------------- |
|                                   | [ Chi tiết] |                         |

Prykarpattia thắng on walkover.
| Lokomotyv Rivne (AM) | 0 – 0    | (PL) Nyva Ternopil |
| -------------------- | -------- | ------------------ |
|                      | Chi tiết |                    |

| Khimik Zhytomyr (2L) | 1 – 1    | (PL) Volyn Lutsk |
| -------------------- | -------- | ---------------- |
| Lukashenko 82'       | Chi tiết | Sartakov 8'      |

| Yavir Krasnopillia (2L) | 0 – 3    | (PL) Kremin Kremenchuk                         |
| ----------------------- | -------- | ---------------------------------------------- |
|                         | Chi tiết | Laktionov 26' · Bobyliak 74' · Konovalchuk 87' |

| Khimik Severodonetsk (1L)                                     | 4 – 3    | (PL) Shakhtar Donetsk                     |
| ------------------------------------------------------------- | -------- | ----------------------------------------- |
| Babenko 8' · tháng Nămorov 10' · Bublik 38' · Palamarchuk 55' | Chi tiết | Stolovytsky 28' · Atelkin 53' · Popov 75' |

| Naftovyk Okhtyrka (1L) | 1 – 0    | (PL) Torpedo Zaporizhia |
| ---------------------- | -------- | ----------------------- |
| Hrachov 44'            | Chi tiết |                         |

| Dynamo-2 Kyiv (1L)      | 2 – 2    | (PL) Veres Rivne               |
| ----------------------- | -------- | ------------------------------ |
| Bielkin 35' · Taran 60' | Chi tiết | Sniehiriov 39' · Svystunov 51' |

| Shakhtar-2 Donetsk (2L) | 0 – 0    | (PL) "Metalurh"(Zaporizhia) |
| ----------------------- | -------- | --------------------------- |
|                         | Chi tiết |                             |

| Evis Mykolaiv (1L) | 1 – 0    | (PL) Karpaty Lviv |
| ------------------ | -------- | ----------------- |
| Dziuba 86'         | Chi tiết |                   |

| Temp Shepetivka (1L)          | 2 – 1    | (PL) Bukovyna Chernivtsi |
| ----------------------------- | -------- | ------------------------ |
| Kulakovsky 43' · Zarutsky 72' | Chi tiết | Iriychuk 55'             |

| Hazovyk Komarne (2L)                | 2 – 3    | (PL) Dnipro Dnipropetrovsk                    |
| ----------------------------------- | -------- | --------------------------------------------- |
| Pshtyr 15' (ph.đ.) · Shynkariov 88' | Chi tiết | Palianytsia 10' · Moroz 73' · Mykhailenko 80' |

| Sokil-LORTA Lviv (AM) | 0 – 7    | (PL) Dynamo Kyiv                                                                     |
| --------------------- | -------- | ------------------------------------------------------------------------------------ |
|                       | Chi tiết | Hrytsyna 16', 60' · Aleksanenkov 38' · Mintenko 65', 75' · Zuyenko 78' · Volotek 86' |

| Nyva Vinnytsia (1L)          | 2 – 1    | (PL) Zoria-MALS Luhansk |
| ---------------------------- | -------- | ----------------------- |
| Akbarov 40' · Okhrimchuk 67' | Chi tiết | Litvinov 64'            |

| Shakhtar Pavlohrad (1L) | 1 – 1    | (PL) Tavriya Simferopol |
| ----------------------- | -------- | ----------------------- |
| Sharippo 72'            | Chi tiết | Sheykhametov 78'        |

| Odessa (1L) | 0 – 1    | (PL) Chornomorets Odessa |
| ----------- | -------- | ------------------------ |
|             | Chi tiết | Yablonskyi 52'           |

#### Lượt về
| Metalist Kharkiv (PL)                                                            | 5 – 0    | (1L) Polihraftekhnika Olexandria |
| -------------------------------------------------------------------------------- | -------- | -------------------------------- |
| Kolesnyk 37' · Pryzetko 59' · Kandaurov 61' (ph.đ.) · Borovyk 66' · Karabuta 75' | Chi tiết |                                  |

Metalist thắng 7–1 sau hai lượt trận.
| Nyva Ternopil (PL)     | 2 – 1    | (AM) Lokomotyv Rivne |
| ---------------------- | -------- | -------------------- |
| Babiy 37' · Biskup 75' | Chi tiết | Parshykov 17'        |

Nyva thắng 2–1 sau hai lượt trận.
| Volyn Lutsk (PL)                                  | 3 – 1    | (2L) Khimik Zhytomyr |
| ------------------------------------------------- | -------- | -------------------- |
| Dykyi 14' (ph.đ.) · Sarnavsky 49' · Krukovets 71' | Chi tiết | Lukashenko 90'       |

Volyn thắng 4–2 sau hai lượt trận.
| Kremin Kremenchuk (PL)                 | 2 – 1    | (2L) Yavir Krasnopillia |
| -------------------------------------- | -------- | ----------------------- |
| Zhabchenko 25' (ph.đ.) · Laktionov 50' | Chi tiết | Samoliuk 8'             |

Kremin thắng 5–1 sau hai lượt trận.
| Shakhtar Donetsk (PL) | 1 – 1    | (1L) Khimik Severodonetsk |
| --------------------- | -------- | ------------------------- |
| Drahunov 43' (ph.đ.)  | Chi tiết | tháng Baenko 74'          |

Khimik thắng 5–4 sau hai lượt trận.
| Torpedo Zaporizhia (PL)      | 2 – 0    | (1L) Naftovyk Okhtyrka |
| ---------------------------- | -------- | ---------------------- |
| Bondarenko 40' · Mareyev 72' | Chi tiết |                        |

Torpedo thắng 2–1 sau hai lượt trận.
| Veres Rivne (PL) | 1 – 1    | (1L) Dynamo-2 Kiev |
| ---------------- | -------- | ------------------ |
| Svystunov 36'    | Chi tiết | Parshyn 50'        |

Veres thắng 3–3 nhờ luật bàn thắng sân khách.
| Metalurh Zaporizhia (PL)                              | 5 – 2    | (2L) Shakhtar-2 Donetsk        |
| ----------------------------------------------------- | -------- | ------------------------------ |
| Holovan 6', 43', 54' · Mushchinka 17' · Antiukhin 89' | Chi tiết | Zhygulin 53' · Zavhorodniy 74' |

Metalurh thắng 5–2 sau hai lượt trận.
| Karpaty Lviv (PL)            | 3 – 0    | (1L) Evis Mykolaiv |
| ---------------------------- | -------- | ------------------ |
| Riznyk 38' · Plotko 57', 69' | Chi tiết |                    |

Karpaty thắng 3–1 sau hai lượt trận.
| Dnipro Dnipropetrovsk (PL) | +: –        | (2L) Hazovyk Komarne |
| -------------------------- | ----------- | -------------------- |
|                            | [ Chi tiết] |                      |

Dnipro thắng tự động.
| Bukovyna Chernivtsi (PL)                                 | 4 – 3    | (1L) Temp Shepetivka                  |
| -------------------------------------------------------- | -------- | ------------------------------------- |
| Haydamaschuk 28' · Bidulko 51' · Lutsiv 55' · Finkel 85' | Chi tiết | Koliada 49' (ph.đ.), 57', 88' (ph.đ.) |

Temp thắng 5–5 nhờ luật bàn thắng sân khách.
| Zoria-MALS Luhansk (PL) | 2 – 0    | (1L) Nyva Vinnytsia |
| ----------------------- | -------- | ------------------- |
| Sevidov 56', 69'        | Chi tiết |                     |

Zoria thắng 3–2 sau hai lượt trận.
| Tavriya Simferopol (PL)                           | 3 – 0    | (1L) Shakhtar Pavlohrad |
| ------------------------------------------------- | -------- | ----------------------- |
| Shevchenko 14' (ph.đ.), 75' (ph.đ.) · Haydash 47' | Chi tiết |                         |

Tavria thắng 4–1 sau hai lượt trận.
| Chornomorets Odessa (PL)   | 2 – 3    | (1L) Odessa                           |
| -------------------------- | -------- | ------------------------------------- |
| Kosheliuk 45' · Husyev 74' | Chi tiết | Tymchenko 41' · Parakhnevych 77', 90' |

Odessa thắng 3–3 nhờ luật bàn thắng sân khách.
| Dynamo Kyiv (PL)                                | 3 – 0    | (AM) Sokil-LORTA Lviv |
| ----------------------------------------------- | -------- | --------------------- |
| Hrytsyna 16' (ph.đ.) · Mintenko 61' · Mizin 78' | Chi tiết |                       |

Dynamo thắng 10–0 sau hai lượt trận.

### Vòng Hai(1/8)

#### Lượt đi
| Odessa (1L) | 0 – 0    | (PL) Karpaty Lviv |
| ----------- | -------- | ----------------- |
|             | Chi tiết |                   |

| Metalist Kharkiv (PL) | 1 – 0    | (1L) Temp Shepetivka |
| --------------------- | -------- | -------------------- |
| Pryzetko 67'          | Chi tiết |                      |

| Nyva Ternopil (PL)                          | 3 – 0    | (PL) Dnipro Dnipropetrovsk  |
| ------------------------------------------- | -------- | --------------------------- |
| Zadvorny 28' · Vasylytchuk 30' · Kulish 58' | Chi tiết | Yudin 57' 68' · Moskvin 77' |

| Prykarpattia Ivano-Frankivsk (1L) | 0 – 2    | (PL) Dynamo Kyiv  |
| --------------------------------- | -------- | ----------------- |
|                                   | Chi tiết | Leonenko 44', 80' |

| Zoria-MALS Luhansk (PL)                | 3 – 0    | (PL) Volyn Lutsk |
| -------------------------------------- | -------- | ---------------- |
| Sevidov 43' · Huseinov 52' · Mazur 71' | Chi tiết | Polischuk 41'    |

| Kremin Kremenchuk (PL)                | 2 – 1    | (1L) Khimik Severodonetsk |
| ------------------------------------- | -------- | ------------------------- |
| Lukash 54' (ph.đ.) · tháng Baenko 64' | Chi tiết | Bublik 77'                |

| Torpedo Zaporizhia (PL)                          | 3 – 1    | (PL) Veres Rivne |
| ------------------------------------------------ | -------- | ---------------- |
| R.Bondarenko 10', 80' · O.Bondarenko 38' (ph.đ.) | Chi tiết | Hurynovych 73'   |

| Tavriya Simferopol (PL) | 1 – 1    | (PL) "Metalurh"(Zaporizhia) |
| ----------------------- | -------- | --------------------------- |
| Haydash 78'             | Chi tiết | Mushchinka 62'              |

#### Lượt về
| Karpaty Lviv (PL)                 | 3 – 2    | (1L) Odessa                    |
| --------------------------------- | -------- | ------------------------------ |
| Pokladok 11', 79' · Topchiyev 18' | Chi tiết | Zayarny 30' · Parakhnevych 37' |

Karpaty thắng 3–2 sau hai lượt trận.
| Temp Shepetivka (1L) | 0 – 0    | (PL) Metalist Kharkiv |
| -------------------- | -------- | --------------------- |
|                      | Chi tiết |                       |

Metalist thắng 1–o sau hai lượt trận.
| Dnipro Dnipropetrovsk (PL) | 2 – 0    | (PL) Nyva Ternopil |
| -------------------------- | -------- | ------------------ |
| Dumenko 56', 63'           | Chi tiết | Kulish 16'         |

Nyva thắng 3–2 sau hai lượt trận.
| Dynamo Kyiv (PL)                                | 4 – 1    | (1L) Prykarpattia Ivano-Frankivsk |
| ----------------------------------------------- | -------- | --------------------------------- |
| Leonenko 17', 44' · Shkapenko 37' · Zuyenko 87' | Chi tiết | Lakhmay 29' · Rusanovsky 84'      |

Dynamo thắng 6–1 sau hai lượt trận.
| Volyn Lutsk (PL)                                         | 5 – 0    | (PL) Zoria-MALS Luhansk |
| -------------------------------------------------------- | -------- | ----------------------- |
| Zub 4' (ph.đ.), 6' · Polny 19' · Dykyi 51' · Bohunov 86' | Chi tiết |                         |

Volyn thắng 5–3 sau hai lượt trận.
| Khimik Severodonetsk (1L) | 1 – 0    | (PL) Kremin Kremenchuk |
| ------------------------- | -------- | ---------------------- |
| Bublik 5'                 | Chi tiết |                        |

Khimik thắng 2–2 nhờ luật bàn thắng sân khách.
| Veres Rivne (PL)           | 2 – 1    | (PL) Torpedo Zaporizhia |
| -------------------------- | -------- | ----------------------- |
| Sniehiriov 2' · Kucher 18' | Chi tiết | Bondarenko 40'          |

Torpedo thắng 4–3 sau hai lượt trận.
| Metalurh Zaporizhia (PL)                           | 3 – 0    | (PL) Tavriya Simferopol |
| -------------------------------------------------- | -------- | ----------------------- |
| Mushchinka 12' (ph.đ.) · Huralsky 31' · Dudnik 87' | Chi tiết |                         |

Metalurh thắng 4–1 sau hai lượt trận.

### Tứ kết

#### Lượt đi
| "Khimik"(Severodonetsk) (1L) | 0 – 0    | (PL) "Torpedo"(Zaporizhia) |
| ---------------------------- | -------- | -------------------------- |
|                              | Chi tiết |                            |

| "Metalurh"(Zaporizhzhya) (PL) | 0 – 1    | (PL) "Karpaty"(Lviv)  |
| ----------------------------- | -------- | --------------------- |
|                               | Chi tiết | Mokrytsky 73' (ph.đ.) |

| "Dynamo"(Kyiv) (PL)                              | 5 – 1    | (PL) "Volyn"(Lutsk) |
| ------------------------------------------------ | -------- | ------------------- |
| Rebrov 17' · Mizin 31', 33', 62' · Shkapenko 89' | Chi tiết | Korotayev 57'       |

| "Metalist"(Kharkiv) (PL) | 1 – 0    | (PL) "Nyva"(Ternopil) |
| ------------------------ | -------- | --------------------- |
| Pryzetko 72'             | Chi tiết |                       |

#### Lượt về
| "Karpaty"(Lviv) (PL)                      | 2 – 1    | (PL) "Metalurh"(Zaporizhia) |
| ----------------------------------------- | -------- | --------------------------- |
| Kardash 4' · Mokrytsky 70' · Pokladok 76' | Chi tiết | Varaksin 53'                |

Karpaty thắng 3–1 sau hai lượt trận.
| "Volyn"(Lutsk) (PL) | 2 – 2    | (PL) "Dynamo"(Kyiv) |
| ------------------- | -------- | ------------------- |
| Pylypenko 65', 86'  | Chi tiết | Shkapenko 11', 76'  |

Dynamo thắng 7–3 sau hai lượt trận.
| "Nyva"(Ternopil) (PL)     | 2 – 1    | (PL) "Metalist"(Kharkiv) |
| ------------------------- | -------- | ------------------------ |
| Lobas 50' · Mochuliak 78' | Chi tiết | Prudius 30'              |

Metalist thắng 2–2 nhờ luật bàn thắng sân khách.
| "Torpedo"(Zaporizhia) (PL) | 1 – 0    | (1L) "Khimik"(Severodonetsk) |
| -------------------------- | -------- | ---------------------------- |
| Raliuchenko 81' (ph.đ.)    | Chi tiết |                              |

Torpedo thắng 1–0 sau hai lượt trận.

### Bán kết

#### Lượt đi
| "Torpedo"(Zaporizhya) (PL) | 0 – 1    | (PL) "Karpaty"(Lviv) |
| -------------------------- | -------- | -------------------- |
|                            | Chi tiết | Husyn 31'            |

| "Metalist"(Kharkiv) (PL) | 1 – 1    | (PL) "Dynamo"(Kyiv)     |
| ------------------------ | -------- | ----------------------- |
| Kandaurov 62'            | Chi tiết | Luzhny 27' · Rebrov 67' |

#### Lượt về
| "Karpaty"(Lviv) (PL)             | 2 – 1    | (PL) "Torpedo"(Zaporizhzhya) |
| -------------------------------- | -------- | ---------------------------- |
| Plotko 38' (ph.đ.) · Kardash 85' | Chi tiết | Bondarenko 41'               |

Karpaty thắng 3–1 sau hai lượt trận.
| "Dynamo"(Kyiv) (PL)                                                  | 3 – 0    | (PL) "Metalist"(Kharkiv) |
| -------------------------------------------------------------------- | -------- | ------------------------ |
| Rebrov 18' · Kovalets 33' · Serhiy Mizin 56' (ph.đ.) · Topchiyev 64' | Chi tiết |                          |

Dynamo thắng 4–1 sau hai lượt trận.

### Chung kết
| "Dynamo"(Kyiv) (PL)          | 2 – 1    | (PL) "Karpaty"(Lviv) |
| ---------------------------- | -------- | -------------------- |
| Leonenko 23' · Topchiyev 64' | Chi tiết | Plotko 89' (ph.đ.)   |

| Vô địch Cúp bóng đá Ukraina 1992–93 |
| ----------------------------------- |
| FC Dynamo Kyiv Danh hiệu thứ nhất   |

## Danh sách ghi bàn nhiều nhất
| Cầu thủ              | Số bàn thắng | Đội bóng                  |
| -------------------- | ------------ | ------------------------- |
| Vitaliy Parakhnevych | 8            | Odessa                    |
| Viktor Leonenko      | 5            | Dynamo Kyiv               |
| Roman Bondarenko     | 5            | Torpedo Zaporizhia        |
| Serhiy Mizin         | 5(1)         | Dynamo-2 Kyiv Dynamo Kyiv |

.

## Khán giả

### Các trận đấu có nhiều khán giả nhất
| Thứ hạng | Vòng       | Đội nhà          | Đội khách           | Kết quả | Địa điểm                       | Số khán giả |
| -------- | ---------- | ---------------- | ------------------- | ------- | ------------------------------ | ----------- |
| 1        | Chung kết  | Dynamo Kyiv      | Karpaty Lviv        | 2 – 1   | Republican Stadium, Kiev       | 47,000      |
| 2        | Tứ kết     | Nyva Ternopil    | Metalist Kharkiv    | 2 – 1   | City Stadium, Ternopil         | 18,000      |
| 3        | Tứ kết     | Karpaty Lviv     | Metalurh Zaporizhia | 2 – 1   | Ukraina Stadium, Lviv          | 12,000      |
| 3        | Semifinals | Karpaty Lviv     | Torpedo Zaporizhia  | 2 – 1   | Ukraina Stadium, Lviv          | 12,000      |
| 3        | Semifinals | Metalist Kharkiv | Dynamo Kyiv         | 1 – 1   | Sân vận động Metalist, Kharkiv | 12,000      |